# Halyna Pundyk
Halyna Vasylivna Pundyk (in ucraino Галина Василівна Пундик?; Čotyrboky, 7 novembre 1987) è una schermitrice ucraina, vincitrice di una medaglia d'oro nella scherma ai giochi olimpici.

## Palmarès
In carriera ha conseguito i seguenti risultati:
- Giochi olimpici:

Pechino 2008: oro nella sciabola a squadre.
- Mondiali di scherma

San Pietroburgo 2007: argento nella sciabola a squadre.
Adalia 2009: oro nella sciabola a squadre.
Parigi 2010: argento nella sciabola a squadre.
Catania 2011: argento nella sciabola a squadre.
Kiev 2012: argento nella sciabola a squadre.
- Europei di scherma

Zalaegerszeg 2005: bronzo nella sciabola a squadre.
Gand 2007: argento nella sciabola a squadre.
Kiev 2008: argento nella sciabola a squadre.
Plovdiv 2009: oro nella sciabola a squadre e bronzo individuale.
Lipsia 2010: oro nella sciabola a squadre.
Sheffield 2011: argento nella sciabola a squadre e bronzo individuale.
Legnano 2012: argento nella sciabola a squadre.